# Yeppoona grandis
Yeppoona grandis är en stekelart som beskrevs av Ian D. Gauld 1984. Yeppoona grandis ingår i släktet Yeppoona och familjen brokparasitsteklar. Inga underarter finns listade i Catalogue of Life.